# Fabrizio Rottigni
Fabrizio Rottigni (* 28. Dezember 1986 in Alzano Lombardo) ist ein italienischer Grasskiläufer. Er gehört seit 2006 dem Kader des Italienischen Wintersportverbandes (FISI) an.

## Karriere
Rottigni nahm erstmals im Juli 2003 bei einer Juniorenweltmeisterschaft teil und erreichte als beste Resultate Platz elf im Slalom und Rang 13 in der Kombination. Eine Woche später nahm er in Forni di Sopra auch an seinen ersten Weltcuprennen teil, kam dabei aber nicht in die Punkteränge. Die ersten Weltcuppunkte holte er am 30. Juli 2004 mit Rang 17 im Riesenslalom von Forni di Sopra. In der Gesamtwertung kam er in der Saison 2004 auf Rang 34. Bei der Juniorenweltmeisterschaft 2004 war sein einziges Resultat der 15. Platz im Super-G; bei der Junioren-WM 2005 erreichte er als beste Ergebnisse Rang neun im Slalom und Platz elf in der Kombination. In der Weltcupsaison 2005 kam Rottigni dreimal unter die schnellsten 15, womit er sich im Gesamtklassement auf Rang 21 verbesserte. In der Saison 2006 war sein mit Abstand bestes Resultat der fünfte Platz im Slalom von Sattel am 26. August. Mit weiteren zwei Platzierungen unter den schnellsten 20 belegte er wie im Vorjahr den 21. Gesamtrang. Bei der Juniorenweltmeisterschaft 2006 war der elfte Platz im Riesenslalom sein einziges Resultat. Auch in der Weltcupsaison 2007 war Rottignis bestes Ergebnis ein fünfter Rang im Riesenslalom von Sattel. In den beiden Rennen von Dizin fuhr er ebenfalls unter die schnellsten zehn, womit er den 18. Platz im Gesamtweltcup erreichte. Bei der Weltmeisterschaft 2007 im tschechischen Olešnice v Orlických horách, seiner ersten in der Allgemeinen Klasse, kam er jedoch in keinem Bewerb unter die besten 30. In der Weltcupsaison 2008 fuhr der Italiener einmal unter die besten zehn und weitere dreimal unter die besten 15. Im Endklassement belegte er damit den 21. Rang.
Im Jahr 2009 nahm Rottigni nur an vier FIS-Rennen teil. Seit der Saison 2010 startet er auch wieder im Weltcup und erzielte zum Auftakt in Čenkovice den zehnten Platz im Riesenslalom. Nach einigen Ausfällen und Disqualifikationen kam er bei den Finalrennen im September noch dreimal unter die besten 20 und wurde 36. im Gesamtweltcup. In der Saison 2011 fuhr Rottigni in zwei Weltcuprennen unter die schnellsten 15. Im Gesamtweltcup belegte er Platz 37. Bei der Weltmeisterschaft 2011 in Goldingen erzielte er Platz 13 im Slalom sowie jeweils Rang 17 im Riesenslalom und im Super-G. In der Super-Kombination schied er aus. Gegenüber den beiden Vorjahren konnte sich Rottigni in der Weltcupsaison 2012 wieder deutlich verbessern. Er fuhr in neun der zwölf Weltcuprennen unter die schnellsten 20 und erreichte als beste Ergebnisse insgesamt vier elfte Plätze. Im Gesamtweltcup belegte er den 19. Rang, womit er zum zweiten Mal nach 2007 unter den besten 20 der Gesamtwertung war.

## Erfolge

### Weltmeisterschaften
- Olešnice v Orlických horách 2007: 32. Super-Kombination, 33. Riesenslalom, 42. Super-G
- Goldingen 2011: 13. Slalom, 17. Riesenslalom, 17. Super-G

### Juniorenweltmeisterschaften
- Goldingen 2003: 11. Slalom, 13. Kombination, 23. Riesenslalom, 30. Super-G
- Rettenbach 2004: 15. Super-G
- Nové Město na Moravě 2005: 9. Slalom, 11. Kombination, 14. Riesenslalom, 24. Super-G
- Horní Lhota u Ostravy 2006: 11. Riesenslalom

### Weltcup
- Sechs Platzierungen unter den besten zehn